# Menton (chemia)
Menton – organiczny związek chemiczny, przykład terpenoidu zawierającego grupę karbonylową C=O. Towarzyszy on mentolowi i limonenowi w olejkach miętowych. 
Można go otrzymać w wyniku utlenienia mentolu. W przyrodzie występują jego 4 diastereoizomery: (+)-menton (2R,5S), (–)-menton (2S,5R), (+)-izomenton oraz (–)-izomenton. (–)-Menton jest składnikiem olejku z mięty polnej, natomiast (+)-menton znajduje się w olejku z Micromeria biflora (jasnotowate). (–)-Izomenton występuje w olejku geraniowym, a (+)-izomenton w olejku z rośliny Micromeria abyssinica.